# 王世榮
王世榮，JP（1938年—2025年2月16日），男，香港數學家、企业家、香港大學名譽教授，前任建業實業有限公司、漢國置業有限公司和建聯集團有限公司董事會主席。查濟民女婿。
配偶是查氏紡織集團有限公司董事長、香港興業國際集團有限公司非執行董事、名力集團控股有限公司副主席王查美龍，育有1子1女，兒子為王承偉，女兒則為王妍。
王世榮曾經擔任過加拿大菲爾茲基金會的受託人。

## 生平
王世榮在1938年出生於上海，在香港長大，於香港培正小學和香港培正中學畢業。
1958年，王世榮就讀於美國德克薩斯州韋科貝勒大學修讀物理和數學，直至在1960年獲得理學士學位。
1960年，王世榮再就讀於美國加利福尼亚州帕薩迪納加利福尼亞理工學院深造，直至1964年獲得哲學博士（數學）學位。
1964年，王世榮委任美國愛荷華大學數學系教授；1974年，王世榮回港後，便在漢國置業有限公司（1985年委任董事總經理，及1990年委任主席）和建業實業有限公司（1987年委任董事會主席）從事擔任家族企業管理工作。
1980年，王世榮委任為香港大學數學系名譽附屬研究員；1996年，委任財務委員會委員；2004年委任香港大學名譽教授；2013年頒授名譽大學院士，當時委任大學校務委員會和委員會審查委員會的委員，公職方面，曾出任香港勞工諮詢委員會、香港紡織諮詢委員會、香港浸會大學校董會、香港學術評審會、研究資助局和香港公開大學校董會。
1987年，獲香港政府頒發太平紳士。
1998年，王世榮委任建聯集團董事會主席。
2006年11月10日，王世榮委任上海交通大學顾问教授。
2009年，王世榮舊同學楊國雄，而楊國雄為建業實業獨立非執行董事，則傳出因為香港培正中學建教育樓中標一事宜，而未能及時申報，其校董主席何建宗（華仁行化工廠後人）則承認申報工作出錯。
2014年，獲得加州理工學院最高榮譽傑出校友獎。
2015年9月5日，王世榮以5000萬港元（6,446,621美元），購入位於香港大潭道陽明山莊，單位面積為2195方呎，尺寸價格22,779港元（2,936美元）。
2025年2月16日，王世榮辭世。享年86歲。

## 學術成就
王世榮先生的研究專精於多個數學領域，包括微分方程、定性與振盪原理及功能分析等等。2012年，王世榮先生獲邀擔任《數學分析與應用期刊》的榮譽編輯。